# Чатырдагский исар
Чатырдагский исар (также Чатырдагское укрепление, Таш-Хабах, Аксак-Темир-Гындык) — руины укрепления VI—XIII века (по другой версии IX—X века), находящиеся на перевале Главной гряды Крымских гор, у юго-западного подножия вершины Эклизи-Бурун горного массива Чатыр-Даг. Решением Крымского облисполкома № 16 от 15 января 1980 (учётный № 191) «оборонительная стена» VIII—X века объявлена историческим памятником регионального значения.

## Описание
Укрепление располагается под юго-западными обрывами мыса Эклизи-Бурун на перевале Кебит-Богаз, фактически представляя собой оборонительный комплекс, состоящий из двух небольших крепостей на флангах и стены длиной прочти в километр, перегораживающей перевал до крутого оврага Аспорт, одного из малых притоков Альмы. Предполагают, что в прошлом стена продолжалась до склонов Бабуган-яйлы, полностью перекрывая перевал, но она до наших дней не сохранилась, так как была разобрана до основания.

План укрепления из работы Е. В. Веймарна «От кого могли защищать готов в Крыму „Длинные стены“ Прокопия»

Южное, или нижнее, укрепление пятиугольной формы устроено на небольшой площадке у склона оврага, на возвышенности, ограждённой со всех сторон стеной толщиной 1,5—2 м (даже с юга, по краю многометрового обрыва), сложенной из бута насухо (сохранилась в виде развала высотой до 1 м); размеры защищённой территории 25 на 26 м. Предполагается, что укрепление могло служить для размещения небольшого сторожевого гарнизона, контролировавшего защитную стену. Примерно в 70 м восточнее бастиона ранее находился источник, снабжавший стражу водой.
Стена от укрепления до подошвы Чатыр-Дага проходит почти прямо по невысокому кряжу, ограниченному с запада глубоким оврагом. В верхней и нижней части (на расстоянии 50—55 м от обрыва) сквозь стену пролегали древние дороги. Стена, спускающаяся вниз по хребту и в полной мере использует рельеф: кое-где она совсем исчезает, проходя по краю неприступных обрывов. Как и укрепление, стена была бутовая, сухой кладки. Предполагается наличие калиток-проходов в верхней и нижней части и наличие некоего бастиона в северной оконечности, у обрывов Чатыр-Дага. Вся система укреплений перекрывала доступ по древним вьючным тропам на Южный берег Крыма (в частности в Алуштинскую долину) из Альминской долины и вообще из предгорий. Е. В. Веймарн и О. И. Домбровский придерживались мнения, что данное сооружение — часть Длинных стен Прокопия, построенных в VI веке, в правление императора Юстиниана I (527—565 год). Они несли защитные функции вплоть до XIII века, периода нашествия татаро-монгол. В. Л. Мыц определяет время функционирования укрепления IX—X веком. Отсутствия явных материальных следов жизни на территории исаров и бедность археологических находок (возможно, ввиду маломасштабных раскопок — было заложено всего несколько шурфов) не позволяют более точно установить хронологические рамки.

## История изучения
Первое сообщение о существовании развалин стены, перегораживавшей перевал, оставил Пётр Кеппен в книге «О древностях южнаго берега Крыма и гор Таврических» 1837 года. Со слов жителей окрестных селений учёный зафиксировал названия Таш-Хабах и Аксак-Темир-Гындык и относил строительство стен ко временам Прокопия Кесарийского. Более-менее подробные исследования исара были проведены лишь однажды, в 1947 году отрядом Тавро-Скифской экспедиции под руководством Е. В. Веймарна, результаты которых были изложены в «Отчёте о работах Бахчисарайского горного отряда Тавроскифской экспедиции в 1947 г.» и в монографии Е. В. Веймарна «От кого могли защищать готов в Крыму „Длинные стены“ Прокопия». Из материальных следов обжитости исара следует отметить немногочисленные обломки глиняной посуды позднеантичного и раннесредневекового времени, обнаруженные при заложении шурфа у нижней калитки стены. О. И. Домбровским, по некоторым строительным особенностям, отмечено сходство кладки стены исара с кладкой ранних стен Эски-Кермена.